# Josip Vallinger
Josip Vallinger (Gödre, 20. siječnja 1846. – Vrpolje, 24. kolovoza 1911.), hrvatski katolički svećenik i crkveni glazbenik, autor poznatog adventskog napjeva »Padaj s neba roso sveta«.
U Đakovu pohađa licej, a bogosloviju završava u Centralnom sjemeništu u Pešti. Za svećenika je zaređen 9. rujna 1869. godine. Po povratku sa studija postaje kapelanom u Đakovu, potom prebendarom stolne crkve, ceremonijarom, dvorskim kapelanom, te konačno 1877. tajnikom biskupa Strossmayera. Godine 1882. odlazi za župnika u Vrpolje i tu ostaje sve do smrti.